# Cauchy-à-la-Tour
Cauchy-à-la-Tour [koʃi a la tuʁ] ist eine Stadt und Gemeinde mit 2645 Einwohnern (Stand 1. Januar 2022) im französischen Département Pas-de-Calais in der Region Hauts-de-France. Sie gehört zum Arrondissement Béthune und zum Gemeindeverband Béthune-Bruay, Artois-Lys Romane.

## Lage
Cauchy-la-Tour liegt im Osten des Artois und im Westen des Nordfranzösischen Kohlereviers, 13 Kilometer westsüdwestlich von Béthune.

## Geschichte
Der Name der ersten Siedlung geht zurück auf das römische Calciata. Vor der Eroberung Englands im 5. Jahrhundert besetzte der Sachsenführer Turr die Region und der Ort erhielt den Namen Turringhem (Haus der Söhne des Turr). Als gallischer Ort keltischen Stammes behielt Turringhem den Namen des Eroberers bis zum Ende der Merowingerzeit im 8. Jahrhundert. Danach hieß es Cauchy-à-le-Tour. Cauchy bedeutet Chaussée, die Heerstraße, die von Arras, der Hauptstadt der Atrebaten, nach Thérouanne, der Stadt der Moriner führt.
Durch Feminisierung des namengebenden Sachsenführers erhielt das Dorf im Jahr 1793 mit Cauchy-à-la-Tour seinen endgültigen Namen. Durch die Lage im nordfranzösischen Kohlerevier setzte im 19. Jahrhundert ein verstärkte Industrialisierung ein.
Cauchy-à-la-Tour ist der Geburtsort von Philippe Pétain, Marschall von Frankreich. Dessen Marschallstab ziert das Wappen.

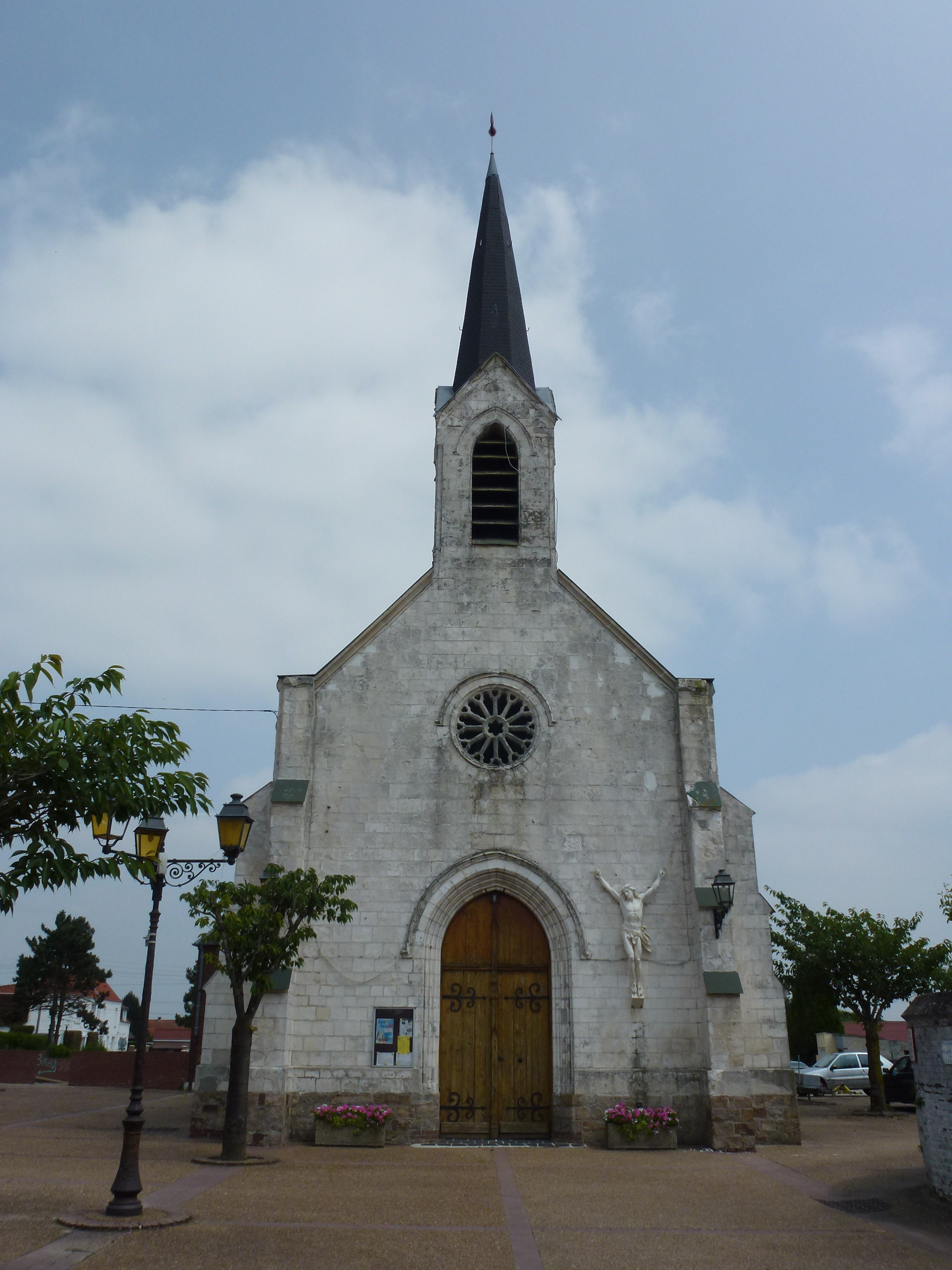
Kirche Saint-Pierre
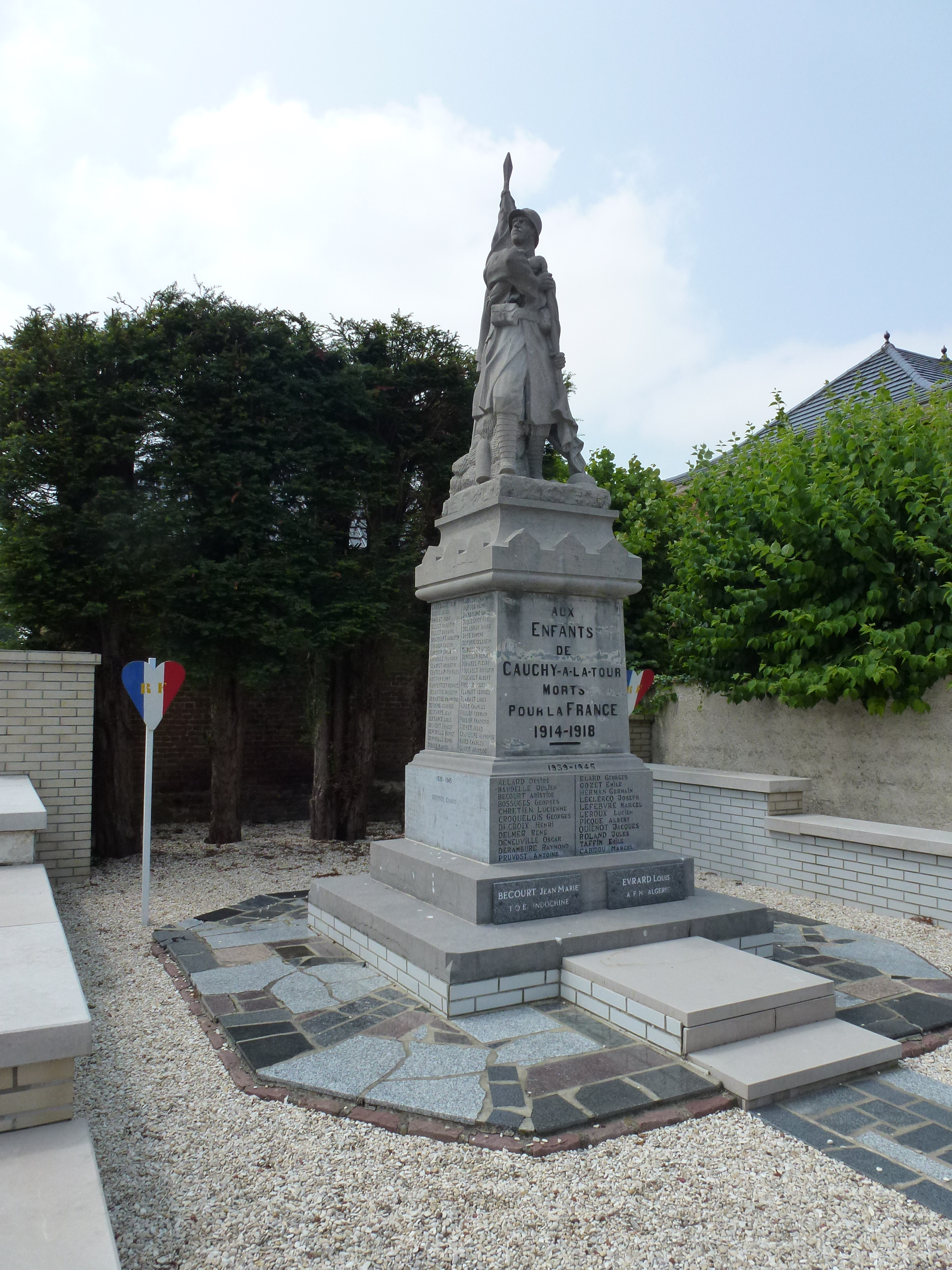
Gefallenendenkmal

## Infrastruktur
Von der Hauptstadt Paris sind es 230 Kilometer via Autobahn A1 und der A26, Ausfahrt Lillers. Der Ort liegt sowohl an der D431 als auch an der N916.